# Адријен Моерман
Адријен Рене Моерман (фр. Adrien Rene Moerman; Фонтне о Роз, 7. август 1988) француски је кошаркаш. Игра на позицији крилног центра.

## Биографија
Моерман је поникао у млађим категоријама Шорал Роана, а за њихов сениорски тим дебитовао је 2005. године. Био је део генерације која је овом клубу у сезони 2006/07. донела трофеје у националном првенству и у Купу „Недеља асова“. Сезону 2007/08. провео је у Нантеру. Од 2008. до 2011. везао је три сезоне у дресу Орлеана и са овим клубом је 2010. године освојио Куп Француске. У сезони 2011/12. играо је за СЛУК Нанси. У јуну 2012. потписао је трогодишњи уговор са Билбаом, али је ипак тамо остао само једну сезону. У јуну 2013. потписао је за Лимож. Тамо се задржао две сезоне и освојио две титуле првака државе. У сезони 2014/15. био је најкориснији играч француског првенства. У сезони 2015/16. бранио је боје Банвита и са просечним учинком од 18 поена по мечу био је најбољи стрелац турског првенства. У сезони 2016/17. је био играч Дарушафаке. У јулу 2017. потписао је за Барселону и са њом је освојио Куп Шпаније за 2018. годину. Дана 1. јула 2018. потписао је двогодишњи (1+1) уговор са Анадолу Ефесом.
Имао је доста успеха као члан млађих селекција француске репрезентације. Злато је освојио на Европском кадетском првенству 2004. и на Европском јуниорском првенству 2006. године. Бронзом се окитио на Светском јуниорском првенству 2007. године.

## Успеси

### Клупски
- Шорал Роан:
  - Првенство Француске (1): 2006/07.
  - Куп „Недеља асова“ (1): 2007.
- Орлеан Лоаре:
  - Куп Француске (1): 2010.
- СЛУК Нанси:
  - Суперкуп Француске (1): 2011.
- Лимож:
  - Првенство Француске (2): 2013/14, 2014/15.
- Барселона:
  - Куп Шпаније (1): 2018.
- Анадолу Ефес:
  - Евролига (2): 2020/21, 2021/22.
  - Првенство Турске (2): 2018/19, 2020/21.
  - Куп Турске (1): 2022.
  - Суперкуп Турске (1): 2018.

### Појединачни
- Најкориснији играч Првенства Француске (1): 2014/15.
- Најбољи стрелац Првенства Турске (1): 2015/16.

### Репрезентативни
- Европско првенство до 16 година:  2004.
- Европско првенство до 18 година:  2006.
- Светско првенство до 19 година:  2007.